# 1607

## Esdeveniments
- Es regula la sobirania d'Andorra
- 14 de maig, Colònia de Virgínia, Regne d'Anglaterra: fundació de Jamestown, primer assentament britànic permanent a Amèrica[1]

## Naixements
- 15 d'octubre, Le Havre: Madeleine de Scudéry, escriptora i literata francesa.[2]

- 5 de novembre, Colònia: Anna Maria van Schurman, pintora, gravadora, poeta i erudita germanoholandesa (m. 1678).[3]

## Necrològiques
- 27 d'abril, Vic, Principat de Catalunya: Francesc Robuster i Sala, bisbe català (n. 1544).[4]
- 11 de maig, Salerno-Campagna (Regne de Sicília): Michele Ruggieri, jesuïta italià, missioner a la Xina (n. 1543).[5]
- 25 de maig, Florència: Maria Maddalena de' Pazzi, noble toscana, religiosa carmelita, mística i escriptora (n. 1566).[6]
- 28 de juny, Nàpols: Domenico Fontana, arquitecte i urbanista suís, que va actuar sobretot a Roma i Nàpols durant el Renaixement tardà (n. 1543).[7]

- Girona, 30 d'octubre: Antoni Vicenç Domènec, historiador i dominic.